# نينا فلاورز
نينا فلاورز (بالإنجليزية: Nina Flowers)‏ هو فنان ماكياج أمريكي، ولد في 22 فبراير 1974 في بايامون في بورتوريكو.

## وصلات خارجية
- الموقع الرسمي
- نينا فلاورز على موقع IMDb (الإنجليزية)
- نينا فلاورز على موقع ديسكوغز (الإنجليزية)
- نينا فلاورز على موقع قاعدة بيانات الفيلم (الإنجليزية)